# Granulopoeza
Granulopoeza (granulocytopoeza, hemopoeza granulocytów) – proces powstawania granulocytów w czerwonym szpiku kostnym. Hemocytoblast daje początek mieloblastowi, w wyniku podziałów kariokinetycznych tworzy się promielocyt, z którego powstaje mielocyt (o okrągłym jądrze komórkowym) eozynofilny (kwasochłonny), bazofilny (zasadochłonny) lub neutrofilny (obojętnochłonny), w kolejnym stadium, tj. w metamielocycie, można już wyróżnić charakterystyczne ziarnistości, po fragmentacji jąder komórkowych, których kształt staje się pałeczkowaty lub nerkowaty. Granulopoeza może być stymulowana przez grzyby z gatunku Candida albicans.

## Etapy granulopoezy
Komórka macierzysta hemopoezy → Mieloblast → Promielocyt → eozyno- / neutro- / bazofilny mielocyt → Metamielocyt → Granulocyt pałeczkowaty (krwinka biała pałeczkowata) → Granulocyty (eozynofil / neutrofil / bazofil)